# Ruta U-40
La Ruta U-400, conocido informalmente como "Ruta U-40 al mar" o simplemente "camino al mar", es una ruta regional primaria ubicada en  la provincia de Osorno, Chile.
La creación y consolidación de la ruta tuvo su origen en el periodo alcaldicio de Carlos Follert (Alcalde de Osorno entre 1956 y 1960).

## Descripción
La ruta U-400, de 65 km de longitud, pavimentada con asfalto, conecta la Ciudad de Osorno con la zona costera de la comuna de San Juan de la Costa atravesando la Cordillera de la Costa y conectándose con la Ruta Costera, además de las rutas adyacentes del litoral de la Provincia de Osorno.
El periodo de más tráfico de la ruta es en plena época veraniega, donde aumentan los turistas que se dirigen desde la ciudad de Osorno hacia la costa del Océano Pacífico.
Desde Osorno, la primera parte del paisaje panorámico de la ruta corresponde a zona de cultivos (de trigo principalmente), luego llegando a la cordillera de la Costa destaca el cultivo forestal (principalmente eucalipto), y finalmente en el sector litoral destaca el bosque nativo y la zona costera.
El recorrido de esta ruta permite la conexión hacia la zona costera de la provincia de Osorno, donde se encuentran la pintoresca caleta y balneario de Bahía Mansa y las playas de Maicolpué y Pucatrihue, rodeadas de bosque nativo y hermosos ríos; además de las reservas silvestres creadas por los habitantes originarios de la etnia Huilliche, tales como la Red de Parques Comunitarios Mapu Lahual, asociada al Área marina y costera protegida Lafken Mapu Lahual.

### Ubicación de áreas Geográficas y Urbanas
- kilómetro 0 Ciudad de Osorno (sector Rahue).
- kilómetro 22 ingreso a la comuna de San Juan de la Costa .
- kilómetro 34 el pueblo de Puaucho.
- kilómetro 52 Antigua intersección al balneario de Pucatrihue (carretera de ripio sin asfalto)
- kilómetro 55 Intersección ruta al balneario de Pucatrihue. (carretera con asfalto)
- kilómetro 62 el puerto de Bahía Mansa.
- kilómetro 65 el balneario de Maicolpue.

Posteriormente la ruta continua directamente con el camino que lleva hacia la playa de Trill trill.

### Sectores turísticos de la Ruta
- La Cumbre (sector más alto en que la ruta atraviesa la Cordillera de la Costa).
- El portal turístico de ingreso a la comuna de San Juan de la Costa, el cual presenta una ornamentación Huilliche.
- El sector de la ruta que bordea al río Contaco.
- La Intersección vial hacia el balneario de Pucatrihue, en la cual se encuentra ubicada una escultura en madera de un varón de la etnia Huilliche.

Estos atractivos turísticos forman parte de la ruta Étnica-Turística denominada Ruta de los Lonkos y Miradores.